# Sergo Zakariadze
Sergo Zakariadze (en géorgien : სერგო ზაქარიაძე [sɛrɡɔ zakʰariad͡zɛ]), né le 18 juillet 1909 à Bakou dans l'Empire russe (actuellement en Azerbaïdjan) et mort le 13 avril 1971 à Tbilissi (République socialiste soviétique de Géorgie, URSS), est un acteur géorgien.

## Biographie
Frère de Boukhouti Zakariadze, Sergo Zakariadze fait sa scolarité à l'école no  1 de Zestafoni, puis, fait ses études à la faculté de la philologie de l'université d'État de Tbilissi. En 1926, il devient acteur de remplacement au théâtre national Roustavéli. En 1928-1956, il joue dans la troupe du théâtre académique Kote Marjanichvili à Koutaïssi, puis à Tiflis où le théâtre est transféré en 1930, avant de revenir au théâtre Roustavéli en 1956.
Zakariadze remporte plusieurs prix, dont celui du meilleur acteur au quatrième Festival international du film de Moscou pour son interprétation d'un vieux paysan qui rejoint l'Armée rouge afin de retrouver son fils dans le film Le Père du soldat (Djariskatsis mama) (1964). Son dernier rôle, tenu quelques mois avant sa mort, est celui du maréchal prussien Blücher dans Waterloo de Sergueï Bondartchouk.
Il fut également député du 7e et 8e Soviet suprême de l'URSS.
Zakariadze meurt à Tbilissi au printemps 1971. Il repose au Panthéon de Mtatsminda près de l'église de Mama Daviti.
Le nom de Sergo Zakariadze était porté par le navire de charge de la flotte de Novorossiisk construit en 1984. Le bateau fut endommagé près du fort San Felipe del Morro et coulé en 2000, face à l'importance des réparations,.

## Filmographie partielle

### Au cinéma
- 1942 : Giorgi Saakadze (Георгий Саакадзе) de Mikhaïl Tchiaoureli : Shadiman Baratashvili
- 1944 : Koutouzov de Vladimir Petrov, rôle de Piotr Ivanovitch Bagration
- 1964 : Le Père du soldat de Revaz Tchkheidze
- 1969 : Ne sois pas triste de Gueorgui Danielia
- 1970 : Waterloo de Sergueï Bondartchouk : maréchal Blücher

## Distinctions
- 1946 : Artiste du Peuple de la RSS de Géorgie
- 1946 : prix Staline du premier degré pour son rôle du prince Chadimana Baratachvili dans le film Georgy Saakadzé (deuxième série)
- 1952 : prix Staline du second degré pour son rôle de Gigauri dans la pièce Son étoile de Ilo Mosashvili
- 1958 : Artiste du peuple de l'URSS
- 1965 : prix du Komsomol pour son interprétation de George Makharachvili dans le film Le Père du soldat (1964)
- 1966 : prix Lénine pour son rôle de George Makharachvili dans le film Le Père du soldat
- 1971 : prix d'État de la RSS de Géorgie (à titre posthume)
- Ordre de Lénine
- Ordre du Drapeau rouge du Travail